# Coma de l'Orella
La Coma de l'Orella és una coma que es troba entre els municipis de Bellmunt d'Urgell i Penelles a la comarca de la Noguera.